# Centre Island (Antarktika)
Centre Island (von englisch centre ‚Zentrum, Mittelpunkt‘,  in Argentinien Isla del Centro, in Chile Isla Centro) ist eine 6 km lange und 3 km breite Insel im südlichen Abschnitt der Square Bay an der Fallières-Küste des Grahamlands auf der Antarktischen Halbinsel. Sie liegt 2,5 km südlich der Insel Broken Island.
Teilnehmer der British Graham Land Expedition (1934–1936) unter der Leitung des australischen Polarforschers John Rymill entdeckten und benannten sie. Namensgebend ist vermutlich die relative geografische Lage der Insel im Verhältnis zu anderen in der Square Bay befindlichen Inseln.